# Yoichiro Nambu
Yoichiro Nambu (南部 陽一郎, Nanbu Yōichirō), né le 18 janvier 1921 à Fukui et mort le 5 juillet 2015 à Toyonaka, est un physicien américain d'origine japonaise considéré comme l'un des fondateurs de la théorie des cordes. Il est corécipiendaire du prix Nobel de physique en 2008 avec Makoto Kobayashi et Toshihide Maskawa.

## Biographie

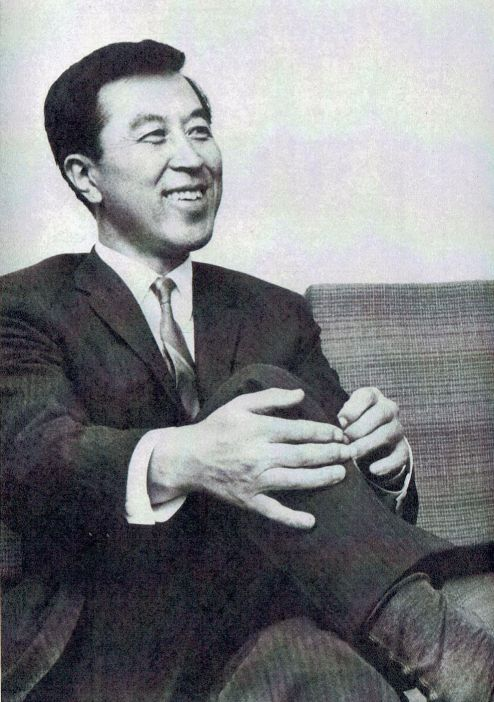
Yoichiro Nambu en 1965.

Yoichiro Nambu est diplômé de l'université de Tokyo (maitrise en 1942), il y obtient son doctorat en 1952. Il est nommé professeur de physique associé à l'université d'Osaka en 1949, puis professeur en 1950. Il est invité à étudier aux États-Unis par l'Institute for Advanced Study de Princeton en 1952. Il rejoint ensuite en 1954 l'université de Chicago où il devient professeur en 1958. De 1974 à 1977, il y dirige le département de physique. Il en prend sa retraite en 1991, en conservant le titre de professeur émérite de l'Institut Enrico-Fermi.
Il a été naturalisé citoyen américain en 1970.

## Apport scientifique
Yoichiro Nambu a remporté de nombreux honneurs et prix, dont le prix Robert-Oppenheimer, la National Medal of Science aux États-Unis, le prix japonais de l'Ordre de la Culture, la médaille Max-Planck, le prix Wolf en physique, la médaille Franklin en physique, le prix Dirac et le prix Sakurai.
Il est lauréat de la moitié du prix Nobel de physique de 2008 (l'autre moitié a été remise à Makoto Kobayashi et à Toshihide Maskawa) « pour la découverte du mécanisme de brisure spontanée de symétrie en physique subatomique ».